# Delio Cantimori
Delio Cantimori (Russi, 30 de agosto de 1904-Florencia, 13 de septiembre de 1958), fue un influyente historiador, pensador y político italiano, profesor de Pisa, entre otras universidades.

## Biografía
Delio Cantimori estudió en Forlì y en Ravena, donde recibió lecciones de filosofía de Galvano Della Volpe, formación que concluyó en 1924. En ese año logra entrar en la "Scuola Normale Superiore" di Pisa, donde estudió filosofía y letras. Cantimori se relacionó allí con figuras como Aldo Capitini, Umberto Segre, Giovanni Gentile o Giuseppe Saitta. 
En 1928, dirigida por Saitta, lee la tesis Ulrich von Hutten e le relazioni tra Rinascimento e Riforma, que publicará en 1930, retocada (Ulrich von Hutten e i rapporti tra Rinascimento e Riforma).
Representa el giro de sus intereses renacentistas (ya en 1927, con "Il caso Boscoli e la vita del Rinascimento", Giornale critico della filosofia italiana), y al interés por las herejías del siglo XVI, unidas a la cultura y la sociedad civil. En ese sentido, publica Osservazioni sui concetti di cultura e di storia della cultura (1928), Bernardino Ochino, uomo del Rinascimento e riformatore (1929), y Sulla storia del concetto di Rinascimento (1932). 
En 1929 logra una cátedra de filosofía en Cagliari. En 1931 se licencia en filología alemana en Pisa, y pasa al instituto "Ugo Foscolo" de Pavía. Obtiene una bolsa de un año en 1932, y va a Basilea para estudiar teología, donde conoce al teólogo Karl Barth. En 1933 va otro año a Suiza, Austria, Alemania, Polonia e Inglaterra, y recoge muchos documentos sobre herejes del Cinquecento. 
En 1934, Giovanni Gentile le ofrece un puesto de director de la biblioteca del "Istituto italiano di Studi germanici" de Roma. En 1939 obtiene una cátedra de Historia Moderna en Mesina; en 1940 vuelve a la Normal de Pisa, llamado por Gentile. Había estado cercano al partido fascista, como este, pero a finales de los treinta se acerca al Partido Comunista Italiano (PCI). Vuelve a la  Normal en 1944 tras una interrupción, con Luigi Russo. 
En 1948 se inscribe en el PCI, del que sale en 1956 por la ocupación de Hungría. En este periodo es asesor de la editorial Einaudi. Entre 1951 y 1952 traduce con su mujer el primer libro del Capital de Karl Marx. Luego vuelve a los estudios sobre el siglo XVI.

## Obra
- Eretici italiani del Cinquecento. Ricerche storiche, Florencia, Sansoni, 1939 (3ª ed., introd. y notas de Adriano Prosperi, Einaudi, 1992).
- Utopisti e riformatori italiani. 1794-1847. Ricerche storiche, Florencia, Sansoni, 1943.
- The correspondence of Roland H. Bainton and Delio Cantimori, 1932-1966: an enduring transatlantic friendship between two historians of religious toleration, ed. por John Tedeschi, Florencia, L. S. Olschki, 2002.
- Il 1848-1849. Conferenze fiorentine di C. Barbagallo, G. Sereni, L. Russo, I. Pizzetti, A. Levi, R. Baccelli, A. C. Temolo, D. Cantimori, R. Salvatorelli, con introd. de G. Calò, Florencia, Sansoni, 1950 (1ª ed.).

Traducciones de artículos:
- Los historiadores y la historia, Edicions 62, 1985 ISBN 978-84-297-2370-0
- Humanismo y religiones en el renacimiento, Edicions 62, 1984 ISBN 978-84-297-2088-4